# Hoffeld SG
| SG ist das Kürzel für den Kanton St. Gallen in der Schweiz. Es wird verwendet, um Verwechslungen mit anderen Einträgen des Namens Hoffeld zu vermeiden. |

Hoffeld ist eine Ortschaft in der Gemeinde Neckertal im Wahlkreis Toggenburg des Kantons St. Gallen in der Schweiz. Bis 2008 gehörte Hoffeld zur Gemeinde Mogelsberg.

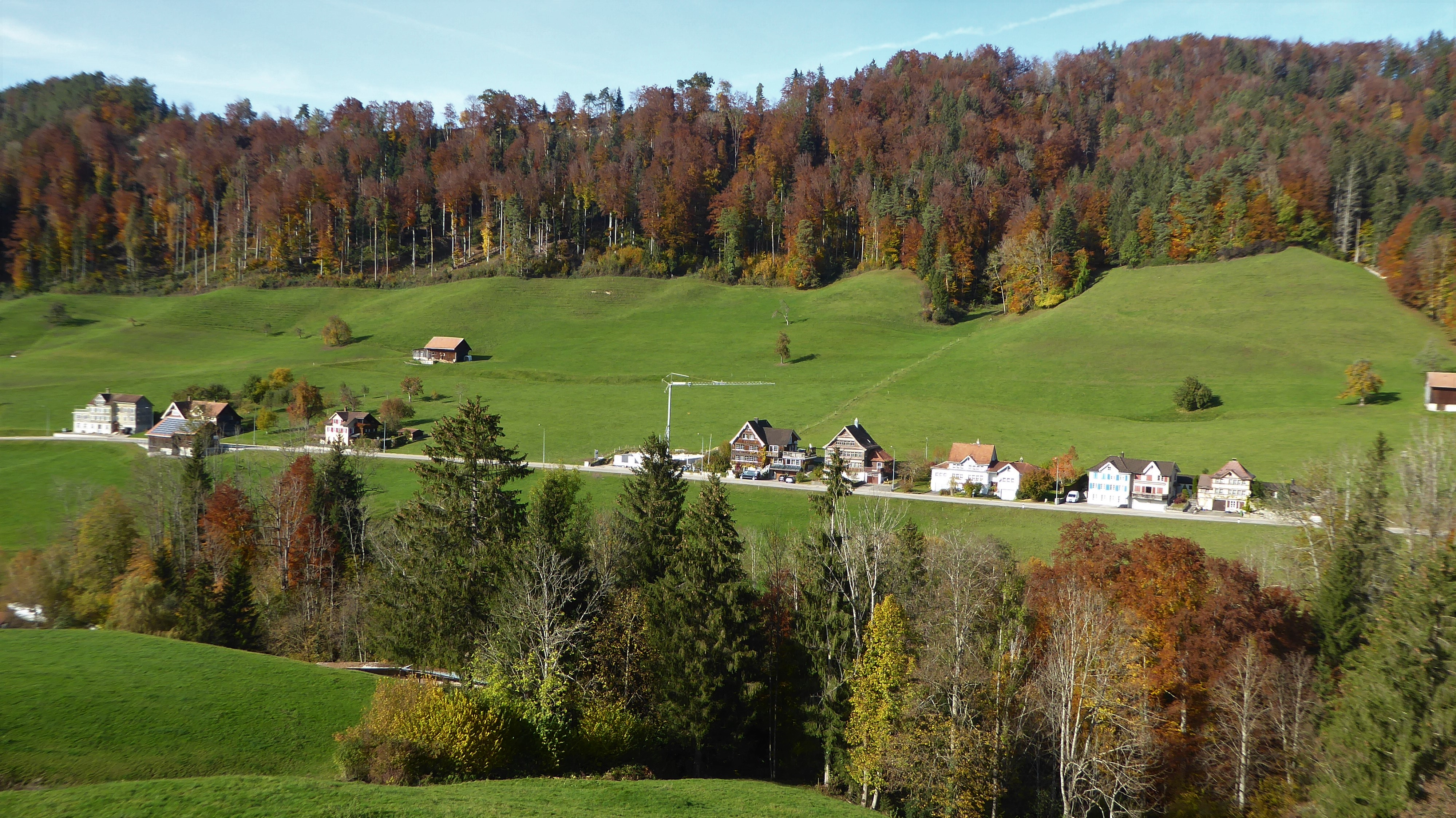
Hoffeld

Hoffeld ist ein Strassendorf entlang der Kantonsstrasse Mogelsberg–Degersheim mit rund 250 Einwohnern. Aufgrund seiner Lage ist das Dorf stark nach Degersheim ausgerichtet. Das Postauto verbindet Hoffeld mit dem Bahnhof Degersheim und mit St. Peterzell.
Ursprünglich herrschte in der Landwirtschaft Getreidebau mit einer Mühle vor. Ab dem 18. Jahrhundert wurde in den Häusern Baumwolle verarbeitet. Am Ende des 19. Jahrhunderts verdrängte die Vieh- und Milchwirtschaft den Ackerbau.
Die Primarschüler besuchen den Unterricht in Mogelsberg, die Sekundarschüler in Necker oder Degersheim.